# Andrzej Czajkowski
Andrzej Czajkowski, ursprungligen Robert Andrzej Krauthammer, född 1935 i Warszawa, död 1982 i Oxford, var en polsk pianist och tonsättare.

## Biografi
Andrzej Czajkowski föddes av judiska föräldrar. Hans mor lärde honom att spela piano då han var fyra år gammal. Under andra världskriget hamnade han i gettot i Warszawa. Hans mormor Celina Sander lyckades 1942 med falska papper, och den lille gossen utklädd till flicka, rädda honom ut ur gettot. Det var i samband med detta han fick namnet Andrzej Czajkowski. Genom att stanna kortare perioder hos olika polska familjer lyckades Czajkowski överleva kriget. Hans mormor som tidigt såg hans musikaliska begåvning blev den som drev på honom att förkovra sig inom detta område. Han skickades efter kriget till Paris (1948) för att studera piano hos Lazare Levy. Några av hans tidiga utmärkelser var en åttonde plats i den internationella Chopintävlingen i Warszawa 1955, och en tredje plats i Drottning Elisabets tävling i Bryssel 1956.
Czajkowski lämnade Polen och bodde från 1956 utomlands. Efter det att han mött impressarion Sol Hurok i USA kallade han sig för André Tchaikowsky. Han blev en framgångsrik konsertpianist, tonsättare samt spelade in flera skivor. Under sin levnad skrev han flera olika kompositioner: sonetter, stråkkvartetter, pianokonserter samt en opera, Köpmannen i Venedig. Hans intresse för Shakespeare satte också sitt avtryck i Czajkowskis testamente. Efter sin död 1982 skänkte han sitt kranium till The Royal Shakespeare Company att användas som rekvisita i teaterföreställningar. År 2008 användes hans skalle i den klassiska scenen i Hamlet.